# Хумбаба
Ху́мба́ба (Хувава) — в шумеро-аккадской мифологии чудовищный гигант, оставленный богом Эллилем стражем кедровых лесов в горах Ливана. Хумбабу победили и убили герои Гильгамеш и Энкиду.

«Энкиду взмахнул своим топором и срубил один из кедров. Раздался гневный голос: „Кто вошёл в мой лес и срубил одно из моих деревьев?“ И тут они увидели самого Хумбабу, приближавшегося к ним: были у него львиные лапы и покрытое розовой чешуёй тело, когти на лапах ястребиные, а на голове рога дикого быка; хвост его и мужской орган заканчивались каждый змеиной головой».

## В массовой культуре
- В своей трилогии «Западные Земли» У. С. Берроуз изображает Хумбабу как бога зловония и разложения с гниющими потрохами вместо лица, ездящего верхом на шепчущем южном ветре.
- Является главным антагонистом сериала «Американский папаша» в серии «Север на девяносто, Запад на ноль».